# Mammillaria lasiacantha
Mammillaria lasiacantha ist eine Pflanzenart aus der Gattung Mammillaria in der Familie der Kakteengewächse (Cactaceae). Das Artepitheton lasiacantha bedeutet ‚mit dicht behaarten Blumen‘. Englische Trivialnamen sind „Golf-ball Pincushion“ und „Lace-spine Cactus“.

## Beschreibung
Mammillaria lasiacantha wächst meist einzeln oder gelegentlich sprossend. Die kleinen, kugeligen bis eiförmigen oder kurz zylindrischen, graugrünen Triebe werden 1,5 bis 2,5 Zentimeter im Durchmesser groß. Die zylindrisch geformten Warzen enthalten keinen Milchsaft. Die Axillen sind nackt. Die Mitteldornen fehlen vollständig. Die 26 bis 80 Randdornen sind in mehreren Reihen angeordnet. Sie sind weiß bis rosa-cremefarben, manchmal flaumig und 3 bis 5 Millimeter lang.
Die weißen Blüten haben einen rötlichen bis bräunlichen Mittelstreifen. Sie werden bis zu 1,3 Zentimeter lang und weisen einen ebensolchen Durchmesser auf. Die scharlachroten Früchte sind eiförmig bis keulig geformt. Sie werden 1,2 bis 2 Zentimeter groß und enthalten schwarze Samen.

## Verbreitung, Systematik und Gefährdung
Mammillaria lasiacantha ist in den mexikanischen Bundesstaaten Coahuila,  Chihuahua, Durango und Zacatecas verbreitet.
Die Erstbeschreibung erfolgte 1856 durch George Engelmann. Nomenklatorische Synonyme sind Cactus lasiacanthus (Engelm.) Kuntze (1891), Neomammillaria lasiacantha (Engelm.) Britton & Rose (1923), Chilita lasiacantha (Engelm.) Orcutt (1926), Ebnerella lasiacantha (Engelm.) Buxb. (1951) und Escobariopsis lasiacantha (Engelm.) Doweld (2000).
In der Roten Liste gefährdeter Arten der IUCN wird die Art als „Least Concern (LC)“, d. h. als nicht gefährdet geführt.

## Nachweise